# Hacienda de Daniel Benton
La hacienda de Daniel Benton es una casa museo histórica, siendo la edificación más antigua de la ciudad de Tolland, en el estado estadounidense de Connecticut. Fue construida en 1720 y ha sido operada por la Sociedad Histórica de Tolland como museo desde 1970.
Junto con la antigua cárcel y museo del condado de Tolland, el juzgado del condado de Tolland y el museo de la familia Hicks-Stearns, la casa de Benton es uno de los cuatro principales monumentos históricos de la zona.

## Descripción
Está terminada en estilo Cabo Cod colonial con un altillo, diez habitaciones, cinco chimeneas y un amplio sótano. Ha sido restaurado y repintado en sus colores originales. Los paneles originales del salón se pintaron con vetas de madera de nogal simuladas en un estilo típico de la arquitectura georgiana temprana.

## Historia
Daniel Benton, hijo de Samuel Benton, uno de los primeros colonos de Tolland, construyó esta casa familiar en 40 acres de tierra de cultivo en 1720. Permaneció en la familia Benton durante seis generaciones. Fue el hogar ancestral del senador estadounidense William Benton.

### Revolución Americana
Durante la Guerra de Independencia de los Estados Unidos, veinte soldados hessianos fueron encarcelados en el sótano de la hacienda, en cuyas vigas había intrincados pergaminos, hoy indescifrables, tallados por los soldados para pasar el tiempo durante el cautiverio. Los prisioneros fueron bien tratados y varios decidieron quedarse en Tolland tras su liberación.

### Marcador histórico de Elisha Benton y Jemima Barrows

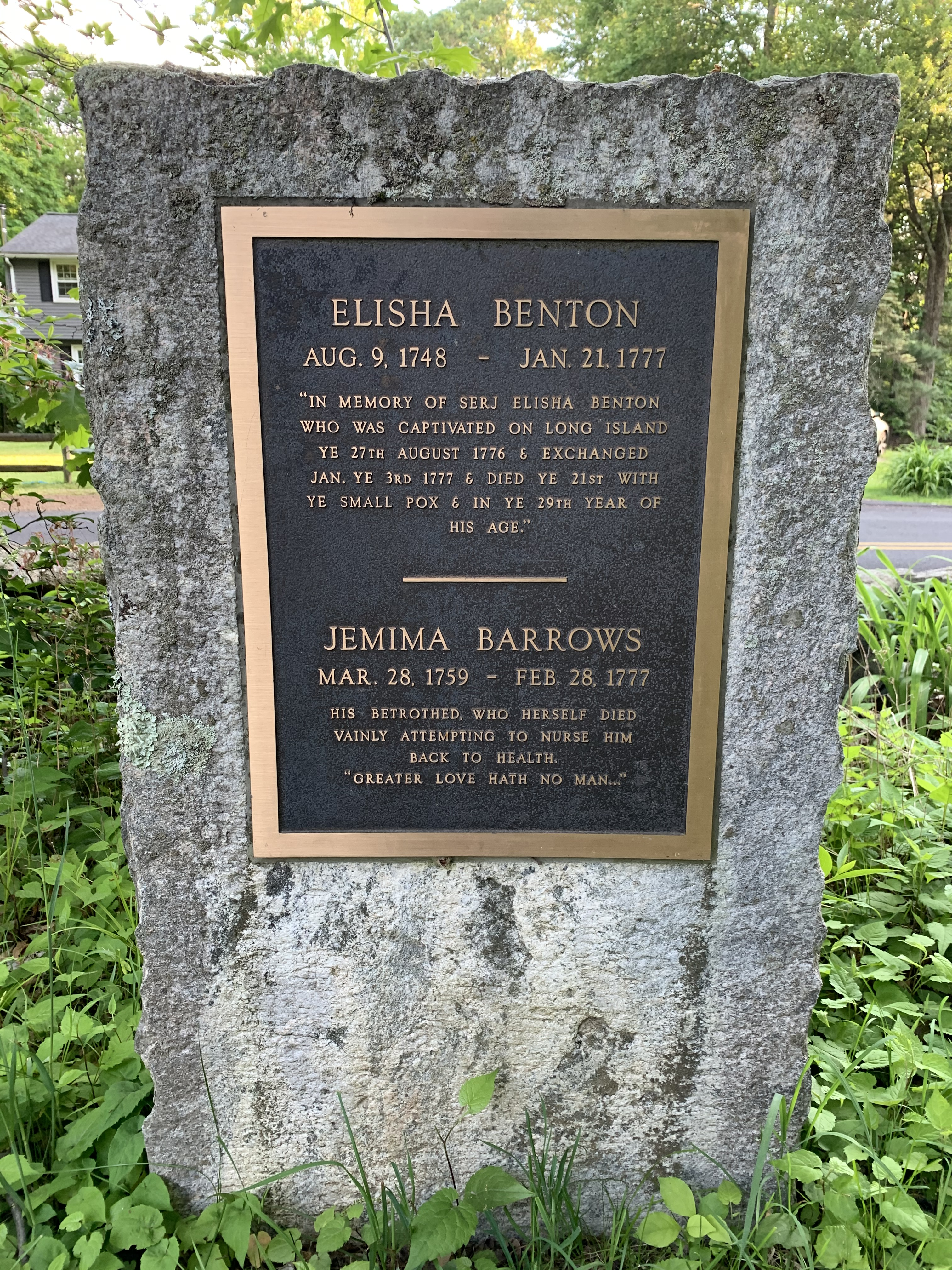
Placa conmemorativa que recuerda el episodio de Elisha y Jemima.

Esta granja también fue el escenario de un trágico romance. Elisha Benton (nacido en 1748), nieto de Daniel Benton, se enamoró de Jemima Barrows (nacida en 1759), 11 años menor que él e hija de un ebanista local. Ambas familias desaprobaron el romance debido a las diferencias de edad y clase social. Elisha y dos de sus hermanos se alistaron en el Ejército Continental y fueron capturados en la batalla de Long Island y retenidos durante meses en escuálidos barcos-prisión británicos. Los hermanos de Elisha murieron en cautiverio.
Liberado en un intercambio de prisioneros, Elisha Benton volvió a casa enfermo de viruela en enero de 1777. Jemima intentó curar a Elisha, pero éste murió el 21 de enero. Jemima también murió de viruela el 28 de febrero. Como la costumbre prohibía enterrar a una pareja no casada una al lado de la otra, los amantes fueron enterrados a una discreta distancia en las tierras de Benton.

### sigloXX
En 1934, la familia Chapin, descendiente de los Benton, la vendió a la locutora de radio WTIC e instructora de dietética de la Universidad de Connecticut, Florrie Bishop Bowering. Bowering la restauró y vivió en ella hasta que la vendió en 1968 a William Shocket y Charles Goodstein. Los nuevos propietarios donaron la propiedad, la casa y el mobiliario a la Sociedad Histórica de Tolland el 13 de diciembre de 1969. Se inauguró como museo al año siguiente pudiendo visitarse los domingos de junio a septiembre.
Se dice que está embrujada por los fantasmas de los soldados hessianos y de los amantes Elisha y Jemima. Así mismo, se cuenta que la criada de Bowering vio el espectro de una joven vestida de novia que vagaba por la casa y lloraba. Otros visitantes informaron de luces, sonidos y apariciones inexplicables.

## Cultura popular
La casa de Benton apareció en el episodio 20 del popular podcast de historia Lore.